# Parachironomus sublettei
Parachironomus sublettei är en tvåvingeart som först beskrevs av Beck 1961.  Parachironomus sublettei ingår i släktet Parachironomus och familjen fjädermyggor.
Artens utbredningsområde är Florida. Inga underarter finns listade i Catalogue of Life.